# Instituto de Matemática da Universidade Federal do Rio de Janeiro
O Instituto de Matemática da Universidade Federal do Rio de Janeiro (IM-UFRJ) é uma unidade de ensino, pesquisa e extensão. Unidade integrante do Centro de Ciências Matemáticas e da Natureza (CCMN), localiza-se no Campus do Fundão na Cidade Universitária, Rio de Janeiro.

## História
O Instituto de Matemática da UFRJ (IM-UFRJ) foi criado pela resolução n.º 22, do Conselho Universitário da Universidade do Brasil, em 19 de março de 1964 e foi mantido Pelo Decreto n.º 60455-A , de 13 de março de 1967, que aprovou o Plano de Reestruturação da UFRJ, ex-Universidade do Brasil, teve sua origem nos Departamentos de Matemática da antiga Escola Nacional de Engenharia e da extinta Faculdade Nacional de Filosofia da ex-Universidade do Brasil; quando se iniciou a implantação da chamada Reforma Universitária. Foi institucionalizado como Unidade do Centro de Ciências Matemáticas e da Natureza (CCMN), pelo decreto n.º 66.536, de 06 de maio de 1970, que aprovou o Estatuto da UFRJ.

## Galeria de diretores
| N.º | Diretor                         | Período   |
| --- | ------------------------------- | --------- |
| 14  | Wladimir Neves                  | Atual     |
| 13  | Walcy Santos                    | 2018–2010 |
| 12  | Waldecir Bianchini              | 2008–2002 |
| 11  | Angela Rocha dos Santos         | 2002–1999 |
| 10  | Luiz Paulo Vieira Braga         | 1999–1995 |
| 9   | Milton Reinaldo Flores          | 1995–1991 |
| 8   | Augusto José Maurício Wanderley | 1991–1990 |
| 7   | Paulo Roberto Oliveira          | 1985–1982 |
| 6   | Annibal Parracho Sant'Anna      | 1981–1980 |
| 5   | Radiwal da Silva Alves Pereira  | 1979–1977 |
| 4   | Guilherme Maurício de La Penha  | 1977–1971 |
| 3   | Othon Nogueira                  | 1971–1970 |
| 2   | Chafir Haddad                   | 1970–1969 |
| 1   | Lindolpho de Carvalho Dias      | 1969–1965 |

## Cursos da Graduação
- Bacharelado em Matemática;
- Licenciatura em Matemática;
- Bacharelado em Ciência da Computação;
- Estatística;
- Ciências Atuariais;
- Matemática Aplicada;
- Engenharia Matemática;
- Bacharelado em Ciências Matemáticas e da Terra.

## Cursos de Pós-Graduação
- Pós-Graduação em Matemática;
- Pós-Graduação em Informática;
- Pós-Graduação em Estatística;
- Pós-Graduação em Ensino de Matemática;
- Mestrado profissionalizante em Matemática (PROFMAT).

## Departamentos
A menor fração da estrutura da Universidade é o Departamento. Sua responsabilidade é planejar, executar e coordenar a pesquisa e o ensino na sua área de conhecimento. Cabe a ele a orientação didática das disciplinas. Existem quatro departamentos no IM-UFRJ:
- Departamento de Matemática;
- Departamento de Ciência da Computação;
- Departamento de Métodos Estatísticos;
- Departamento de Matemática Aplicada.